# Le Teich
Le Teich är en kommun i departementet Gironde i regionen Nouvelle-Aquitaine i sydvästra Frankrike. Kommunen ligger i kantonen La Teste-de-Buch som tillhör arrondissementet Arcachon. År 2022 hade Le Teich 9 213 invånare.

## Befolkningsutveckling
Antalet invånare i kommunen Le Teich
Referens:INSEE